# Iglesia de la Soledad (Vigo)

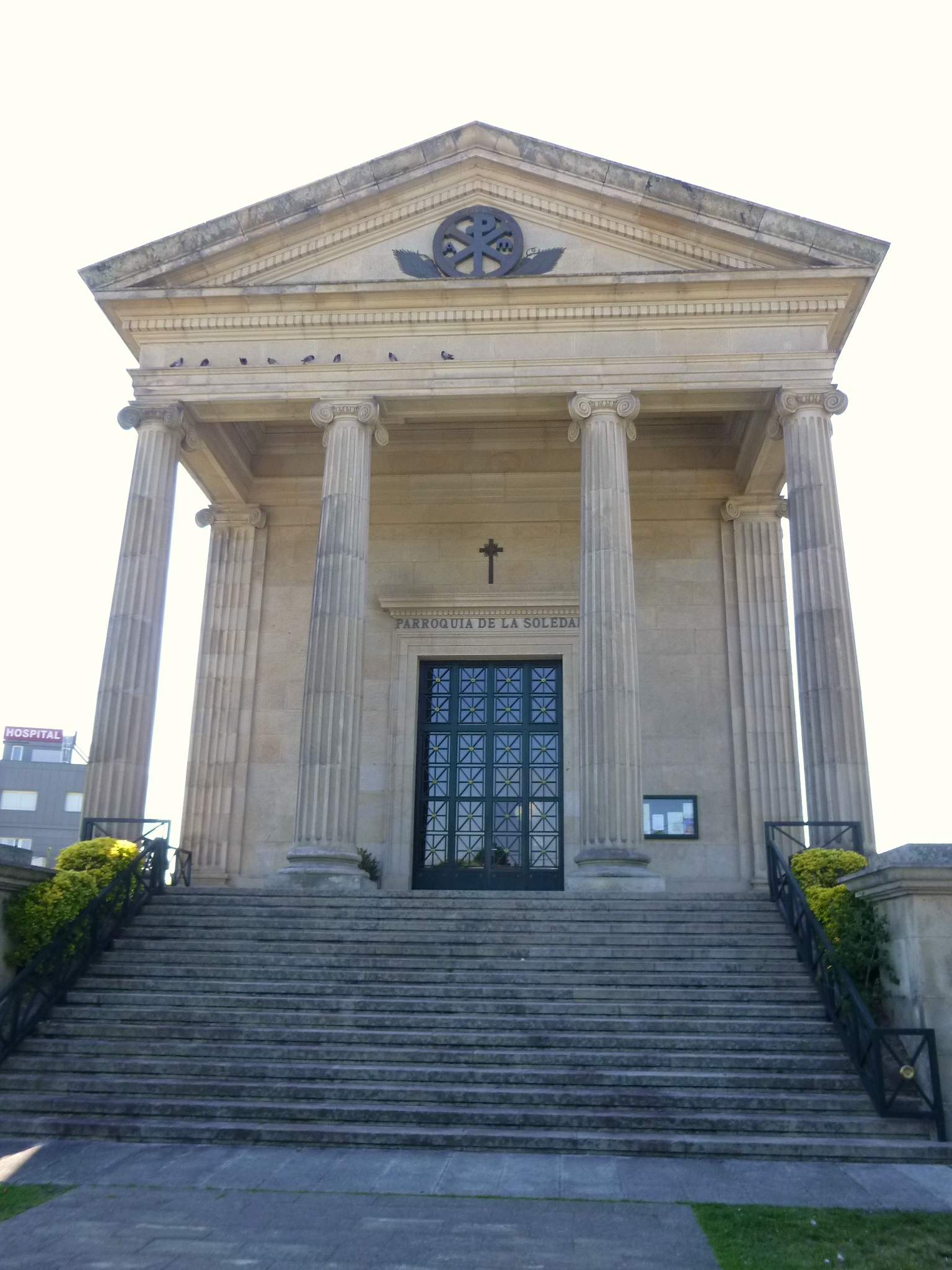
Fachada principal

La iglesia de la Soledad de Vigo es un templo católico construido en piedra, en el año 1957 por el arquitecto Antonio de Cominges  Tapias, se finalizó su construcción en 1963. Templo de estilo neoclasicista, próstilo de nave rectangular, inspirada en la iglesia de la Madeleine de París, obra de Bartolomé Vignon. En la fachada principal se sitúa un pórtico tretástilo en el que están presentes todos los elementos de la orden jónica. En la entrada principal se mantiene el sistema clásico y en cada ángulo del paramento frontal se incorpora una pilastra jónica.
Fue promovida por el que fuera obispo de Madrid-Alcalá Leopoldo Eijo Garay de su propio pecunio y donada por sus herederos al Obispado de Tui-Vigo el 9 de octubre de 1964.